# Convención para la salvaguardia del patrimonio cultural inmaterial

Países firmantes de la convención.

La Convención para la salvaguardia del patrimonio cultural inmaterial es una convención que tuvo lugar el 2003 en París. Se trata de un acuerdo donde se establecieron los siguientes principios base en relación con la gestión del patrimonio cultural inmaterial: